# Хмелёвский, Бенедикт
Бенедикт Иоахим Хмелёвский (пол. Benedykt Joachim Chmielowski; 20 марта 1700, Луцк (ныне Волынской области Украины) — 7 апреля 1763, с. Фирлеев (ныне Липовка в Рогатинской общине Ивано-Франковской области Украины) — польский католический писатель XVIII века, ксёндз, каноник в Киеве, автор первой польской энциклопедии «Nowe Ateny» (рус. «Новые Афины») (1754—1764).

## Биография
Представитель шляхетского рода герба Наленч.
С 15 лет обучался в иезуитских школах Львова. В 1722 году поступил здесь же в духовную семинарию. После её окончания служил учителем при дворе магнатов, князей Яблоновских.
В 1725 году получил приход в селе Фирлееве. В середине XVIII века был ксендзом в селе Подкамень. В 1761 году стал киевским кафедральным каноником.

## Творчество
В свободное время писал популярные в тот период времени произведения. В 1728 г. написал популярный молитвенник Bieg roku całego, который на протяжении XVIII—XIX веков переиздавался более 20 раз. В 1763 г. опубликовал Гербовник «Краткий сборник гербов польских и прославленных добродетелью и учёностью поляков» (пол. «Zbiór krótki herbów polskich oraz wsławionych cnotą i naukami Polaków»).
Посмертную известность принесла ему книга «Новые Афины» (1745—1746), изданная во Львове в 1747 году и ставшая первой польской энциклопедией, где Б. Хмелевский скомпилировал сведения более 100 авторов. Каждому разделу энциклопедии предпослано изложение его содержания в стихах.

## Избранная библиография
Бенедикт Хмелёвский — автор книг:
- Skrypty i wykłady szkolne, (1716—1724)
- Pandora deorum, dearum et mortalium virtutibus et vitiis ornata, (1720)
- Bieg roku całego, (1728, 1735, 1738, 1741, 1742, 1750)
- Ucieczka przez świętych do Boga, (1730, 1736, 1747)
- Kazania, том 1-2, (1732—1758)
- Figurae emblematicae, (1733)
- Magnum in parvo seu Summulae Theologiae speculum dogmaticae, (1737—1752)
- Wyprawa na tamten świat, (1742, книга вышла без указания автора)
- Nowe Ateny albo Akademia wszelkiej scjencji pełna, том 1-2, (1745—1746; изд. 2 дополненное, том 1-4, 1754—1756)
- Panteon albo świątnica, (1745)
- Atlas skurczony, (1746)
- Expertus Rupertus albo sekretarz skrytych tajemnic, (1746—1749)
- Kotwica w ostatniej toni, alias nowe skuteczne nabożeństwo, (1747)
- Doctor in lege Domini, (1748—1760)
- Sudor theologicus guttatim stillans, (748—1760)
- Messis aurea, sama treść świętych żywotów, (1749—1751)
- Zbiór krótki herbów polskich oraz wsławionych cnotami i naukami Polaków, (1763)
- Loci communes ex historia universali et mythologia, (в рукописи).